# 日本・オーストラリア経済連携協定
日本・オーストラリア経済連携協定（にっぽん・オーストラリアけいざいれんけいきょうてい、Japan-Australia Economic Partnership Agreement）とは、日本とオーストラリア間の自由貿易協定（FTA）を柱とする経済連携協定（EPA）。日本語による正式名称は、「経済上の連携に関する日本国とオーストラリアとの間の協定」。日豪EPA又はJAEPAと略される。2007年に交渉が始まり、2014年7月8日調印、2015年1月15日に発効した。日本の経済産業省・外務省では自由貿易協定と経済連携協定を区別しているが、オーストラリア側では「自由貿易協定」をひろく国際貿易及び投資への障壁を撤廃するものと捉えたうえで、日豪EPAも「Free trade agreements」の一種としている

## 署名・発効までの経緯
2003年7月のオーストラリアのハワード首相訪日時に「日・オーストラリア貿易経済枠組み」が署名され、貿易及び投資の自由化と円滑化を目標に、政府間で協力、対話や共同研究を進めることとなった（第一次共同研究）。同研究は2005年4月に終了した。
2005年4月20日の日オーストラリア首脳会談において、第一次共同研究の結果を踏まえつつ、経済連携協定の実現可能性、メリット・デメリットを含めた新たな政府間共同研究（第二次共同研究）を開始することで一致。
第二次共同研究については、2005年11月に第1回会合が開始され、計5回の会合を経て、2006年12月に「最終報告書（PDF）PDF」がとりまとめられた。
上記最終報告書を受け、日・オーストラリア首脳電話会談（2006年12月12日）において、日本の安倍首相とオーストラリアのハワード首相はは日・オーストラリア経済連携協定交渉を開始することに合意した。ハワード首相は交渉開始後、この交渉の始まりは日豪通商協定調印50周年にあたる年にふさわしいと述べた。
2007年4月23日から24日までの日程でオーストラリアのキャンベラにおいて、日本・オーストラリア経済連携協定（EPA）交渉の第1回会合が開催され、日本とオーストラリアのEPA交渉が開始された。
2007年8月6日から10日までの日程で東京において、日本・オーストラリア経済連携協定（EPA）交渉の第2回会合が開催された。
2007年11月5日から8日までの日程でオーストラリアのキャンベラにおいて、日本・オーストラリア経済連携協定（EPA）交渉の第3回会合が開催された。
2008年2月25日から29日までの日程で東京において、日本・オーストラリア経済連携協定（EPA）交渉の第4回会合が開催された。
2008年4月28日から5月1日までの日程でオーストラリアのキャンベラにおいて、日本・オーストラリア経済連携協定（EPA）交渉の第5回会合が開催された。
2008年7月28日から8月1日までの日程で東京において、日本・オーストラリア経済連携協定（EPA）交渉の第6回会合が開催された。
2008年10月27日から31日までの日程でオーストラリアのキャンベラにおいて、日本・オーストラリア経済連携協定（EPA）交渉の第7回会合が開催された。
2009年3月9日から13日までの日程で東京において、日本・オーストラリア経済連携協定（EPA）交渉の第8回会合が開催された。
2009年7月27日から31日までの日程でオーストラリアのキャンベラにおいて、日本・オーストラリア経済連携協定（EPA）交渉の第9回会合が開催された。
2009年11月17日から28日までの日程で東京において、日本・オーストラリア経済連携協定（EPA）交渉の第10回会合が開催された。
2010年4月19日から22日までの日程でオーストラリアのキャンベラにおいて、日本・オーストラリア経済連携協定（EPA）交渉の第11回会合が開催された。
2011年2月7日から10日までの日程で東京において、日本・オーストラリア経済連携協定（EPA）交渉の第12回会合が開催された。
2011年12月20日から21日までの日程でオーストラリアのキャンベラにおいて、日本・オーストラリア経済連携協定（EPA）交渉の第13回会合が開催された。
2012年2月14日から17日までの日程で東京において、日本・オーストラリア経済連携協定（EPA）交渉の第14回会合が開催された。
2012年4月23日から27日までの日程でオーストラリアのキャンベラにおいて、日本・オーストラリア経済連携協定（EPA）交渉の第15回会合が開催された。
2012年6月13日から15日までの日程で東京において、日本・オーストラリア経済連携協定（EPA）交渉の第16回会合が開催された。このときに発表では、「次回（第17回）会合については，今後外交ルートを通じて調整」とされたが、第17回会合は開催されることなく大筋合意にいたることになった。
2014年4月7日、安倍晋三首相とオーストラリアのトニー・アボット首相は、日本で首脳会談を行い、日豪経済連携協定に大筋合意した旨の共同プレス発表を行った。
2014年7月8日、オーストラリアを訪れた安倍首相とアボット首相は日本・オーストラリア経済連携協定に調印した。
日本における国内手続として、2014年10月10日に、協定の締結承認案件が閣議決定され、同日衆議院へ提出された。また関連国内法の「経済上の連携に関する日本国とオーストラリアとの間の協定に基づく申告原産品に係る情報の提供等に関する法律案」及び「関税暫定措置法の一部を改正する法律案」は、2014年10月7日に、閣議決定され、同日衆議院へ提出された。
衆議院において、協定の締結案件は、外務委員会に、関連法は財政金融委員会に付託され、それぞれ2014年10月29日に委員会で、10月31日に衆議院本会議で可決され、参議院に送られた。賛成会派は、「自由民主党; 民主党・無所属クラブ; 維新の党; 公明党; 次世代の党; みんなの党; 生活の党」、反対会派は「日本共産党; 社会民主党・市民連合」であった。
参議院において、協定の締結案件は、外交防衛委員会に、関連法は財政金融委員会に付託され、協定は、2014年11月6日に委員会で、11月7日に参議院本会議で可決され、国会の承認がされた。関連法は2014年11月11日に委員会で、11月12日に参議院本会議で可決され、成立した。賛成会派は、「自由民主党; 民主党・新緑風会; 維新の党; 公明党; 次世代の党; みんなの党; 新党改革・無所属の会」、反対会派は「日本共産党; 社会民主党・護憲連合」であった、なお生活の党は、協定については、所属する二人の議員が賛成、反対各１であり、関連法は2名とも賛成であった。
オーストラリアにおける国内手続として、国内実施法である"Customs Amendment (Japan-Australia Economic Partnership Agreement Implementation) Bill 2014"が、2014年10月29日に下院に提出され、11月25日に下院で、11月27日に上院で可決され、12月4日に総督承認がされ法案が成立した。
日本・オーストラリア経済連携協定は、両国の国内手続の完了を受け、効力の発生に関する外交上の公文の交換がオーストラリアのキャンベラにおいて2014年12月16日に行われ、協定第20・4条の規定により2015年1月15日に発効した。豪州は、これまで日本が締結した二国間ＥＰＡのパートナーとして最大の貿易相手国であり、豪州との貿易・投資を含む経済関係の強化、二国間関係の緊密化に寄与することが期待されている。

## 内容
物品関税の撤廃・削減だけでなく、投資や知的財産権保護に関する共通ルールも定めた包括的な協定である。
往復貿易額の約95％に相当する関税を協定発効後10年間で撤廃する。最終的には日本の輸出額の約99.8%、豪州からの輸入額の約93.7%が無税化される。

### 日本からの輸出品の関税
日本からの輸出については、農林水産品の全てと、エアコン、テレビ、蓄電池等の全ての一般機械・電気電子機械を含む鉱工業品の大部分で即時に関税撤廃された。自動車については完成車輸出額の約75％が即時関税撤廃され、特に主力の1500cc超3000cc以下のガソリン車（乗用車、オフロード車等）と1000cc超1500cc以下ガソリン車（乗用車）、2500cc超ディーゼル車（オフロード車）、トラック・商用車（3.5t超）について即時撤廃され、残る完成車も発効3年目で関税撤廃される。自動車部品については，エンジン・構成部品及び駆動軸の一部，タイヤ（自動車部品輸出額の約20％）等は即時撤廃され、マフラー（消音装置）等その他の製品についても発効3年目で撤廃される。鉄鋼については、熱延鋼板は殆どが即時撤廃され、冷延鋼板・めっき鋼板は5年目で撤廃される。

### 日本への輸出品の関税
日本への輸出については、鉱工業品のほぼ全ての品目を即時から10年間で関税撤廃する。農林水産品については、コメの関税は維持する。小麦については、食糧用は将来の見直しを前提に維持し、飼料用は、食糧用への横流れ防止措置を講じた上で民間貿易に移行して無税化する。牛肉については、冷凍牛肉は、現行税率38.5％から段階的に18年目に19.5％まで削減し、冷蔵牛肉は、現行税率38.5％から段階的に15年目に23.5％まで削減する。輸入量が一定量を超えた場合に関税率を引き上げるセーフガード（緊急輸入制限措置）も導入する。乳製品については、脱脂粉乳、バターは将来の見直しを前提に関税を維持し、プロセスチーズ原料用ナチュラルチーズは、関税割当を20年間かけて4000トンから20000トンに拡大する。 枠内は、国産品：輸入品＝1:3.5の割合で、国産品を使用することを条件に無税とする。プロセスチーズは、関税割当を10年かけて50トンから100トンに拡大し、枠内の税率を、段階的に10年間かけて50%削減する。砂糖については、一般粗糖、精製糖は将来の見直しを前提に関税を維持し、高糖度粗糖は、精製用について無税とし、調整金は糖度に応じた水準に設定する。ボトルワインの関税は、７年間で撤廃される。食糧用麦（小麦・大麦）、牛肉、乳製品、砂糖については、協定の効力発生の日の後5年目の年又は両締約国が合意する他の年のいずれか早い年において、見直しが行われる。日本が第三国に対して与えた特恵的な市場アクセスの結果として競争力に重大な変化がある場合には、見直しを行う。

### エネルギー鉱物資源章・食糧供給章
また、豪州は、日本の主要なエネルギー・鉱物資源及び食糧の調達先であるかことから、日豪EPAではエネルギー・鉱物資源章に加え、日本のEPAで初めて食料供給章を設けて、安定的な関係の重要性を確認した。特定の品目について輸出を制限する措置を導入しないよう努めることを約束し、輸出を制限する措置を導入する場合でも限定的に行うこととし、また、情報提供及び協議を行う仕組みを整備する。

## メリット・デメリット
この節では、日本における、日豪EPAがもたらすと想定される影響について述べる。

### メリット
日豪両国政府が行い、2005年に完了した共同研究によると、両国間でFTA/EPAが締結されればその経済効果は6500億円に相当すると述べられている。
日本企業にとっては、豪州市場において、豪州企業や既に豪州と自由貿易協定を締結した他国企業との対等な競争条件の確保につながり、豪州とのEPA未締結国企業に対しては競争の優位性確保につながる。特に自動車は日本の対豪州輸出の半分に相当するため、関税撤廃のメリットは大きく、関税負担額は年間400億円以上減るとの試算もあるさらに、我が国の産業の空洞化にブレーキをかけるとの指摘がある。日豪間の人的交流の活性化も見込まれているほか、日本企業による豪企業への投資に関する規制が緩和され、日本企業が現地に進出しやすくなったり、豪からの日本へ輸出される一部の鉱物への関税が撤廃されるメリットもある。
また、ＷＴＯ政府調達協定（GPA）に加盟していない豪州との間で、政府調達に係る規定を含むEPAが締結されたことにより、日本企業が豪州の政府などの公的機関による物品やサービスの調達に参加できることとなったほか、投資に係る一般的な規定が設けられたことから、豪州が有する豊富なエネルギー・鉱物資源等への参入障壁が低減し、投資の促進が見込まれる。
日本の消費者は牛肉・小麦といった生活必需品の価格低下の恩恵を享受できる。

### デメリット
一方で、日本の農業・酪農業に重大な影響が懸念されている。特に、北海道の農業・酪農が受ける影響は大きいとの予測もされており、北海道庁の試算によれば、協定が締結されて農産物の関税が撤廃された場合、北海道内の損失が約1兆3700億円に上るとされる。試算として道は主要生産物である牛肉、乳製品、小麦、砂糖の4品目で影響を検討。農家への交付金など新たな財源約4300億円が確保できない。その場合の損失額は、下記のグラフの通りと試算されている。但し、この試算は関税をすべて即時完全撤廃することを前提としたものである。
| 品目     | 推定損失額    |
| -------- | ------------- |
| 小麦     | 約852億円     |
| 牛肉     | 約422億円     |
| 損失総額 | 約1兆3700億円 |

この結果、約8万8000人が失職すると主張している。
北海道庁や農業・酪農関係者はこのFTAについて、北海道拓殖銀行の破綻をはるかに上回る経済的打撃であり、道酪農・畑作地域のみならず道内全域の経済の失速・社会の崩壊につながるとして批判を強めている。また、道財政の税収が激減することも予想され、道財政の破綻・再建団体転落の可能性も指摘されている。
しかし、牛肉で特恵的な関税の引下げが初めて行われたものの、長期間の関税率削減期間や輸入数量を限定する特別セーフガードが設定されたことから、麦や乳製品等の自由化は国内市場への影響が限定的であるとの見方も存在する。

## TPPとの関係
日豪EPAの交渉の終盤であった2013年に、日豪の両国は多角的経済連携協定である環太平洋パートナーシップ協定(TPP)の交渉を同時に行っていた。その当時、TPPでは、主にアメリカ合衆国が関税の完全撤廃という原則を推し進めている。日豪間の貿易協定を進めることで、米国の業界団体などからはTPP交渉の早期妥結を求める声が強まるとの見解があり、アメリカ合衆国にプレッシャーを与えた可能性があった。実際に日豪EPAの妥結が、TPP交渉の早期妥結につながったかは見解の分かれるところであろうが、TPPは、2015年9月に大筋合意がされ、2016年2月に署名がされた。しかし、TPPは、トランプ米国大統領の離脱宣言で発効の見込みがなくなった。そのTPPに代えて米国を除く11カ国により、22項目を除外してTPPを実施するための環太平洋パートナーシップに関する包括的及び先進的な協定(CPTPP)が、2018年3月に署名され、日本、オーストラリアを含む発効に必要な6カ国の批准が2018年10月31日に完了し、2018年12月30日に発効した。日豪EPAとCPTPPは並存すので関係者は有利なほうを適用できる。なお特別な規定として「牛肉（0201項、0202項）について、日豪EPAにおける関税率が、CPTPPにおける関税率を下回る場合には、CPTPP原産の牛肉について、日豪EPAによる関税率を適用するとなっており、カナダ、NZ産の牛肉に対しても2018年12月30日以降は、CPTPPの税率と日豪EPAの税率の低いほうの適用を受けるころができる。

## 自民党の姿勢
自民党は、締結に積極的な姿勢を示していたが、自民党内でも北海道選出の国会議員および道議は慎重な姿勢を示しているとされた。2014年3月26日において、自民党政権は、「牛肉関税を20％台まで引き下げる」譲歩案を提示し、早期妥結を目指すことで合意したと報じられていた。